# Gaston Leroux
Gaston Leroux (ur. 6 maja 1868 w Paryżu, zm. 15 kwietnia 1927 w Nicei) – francuski pisarz i reporter, znany z tzw. literatury weird fiction. Z zawodu prawnik.
Pisał głównie powieści detektywistyczne. Jego pozycja w literaturze francuskiej XIX wieku porównywana bywa do Edgara Allana Poego i Arthura Conana Doyle’a. Najsłynniejszą powieścią Lerouxa jest Upiór w operze.

## Życiorys
Gaston Leroux urodził się w 1868 roku w Paryżu w zamożnej rodzinie mieszczańskiej, wychowywał się w Normandii. Po ukończeniu studiów prawniczych w Paryżu został w 1890 roku adwokatem-stażystą. Pod koniec 1893 roku dziennik Paris zaproponował mu napisanie sprawozdania z procesu anarchisty Augusta Vaillant, sądzonego za wrzucenie bomby do Izby Deputowanych. Artykuł okazał się na tyle dobry, że konkurencyjny dziennik Le Matin zaangażował Leroux jako sprawozdawcę sądowego. W krótkim czasie jego zainteresowania przekroczyły mury sal sądowych. Jako rasowy dziennikarz pojawiał się w następnych latach wszędzie tam, gdzie działo się coś interesującego. 26 stycznia 1902 roku ówczesny minister spraw wewnętrznych Waldeck-Rousseau podpisał dekret przyznający Leroux tytuł kawalera Legii Honorowej za wybitne zasługi dla prasy.
W 1904 roku Leroux został wysłany przez Le Matin na front wojny rosyjsko-japońskiej. Po powrocie w 1905 roku wyjechał do Maroka, gdzie toczyła się wojna kolonialna. Jeszcze w tym samym roku wyjechał do Petersburga, dokąd trafił w przededniu wybuchu rewolucji. Do marca 1906 roku przemierzał Rosję od Petersburga po Kaukaz i od Moskwy po Baku, znajdując się w centrum walk rewolucyjnych. Po 1906 roku porzucił trudy reporterskiego życia na rzecz twórczości literackiej.

## Twórczość

### Cykl powieści o Józefie Rouletabille'u
Leroux zadebiutował w 1903 roku powieścią w odcinkach La double vie de Théophraste Longuet (Podwójne życie Teofrasta Longuet). W 1907 roku ukazała się kolejna powieść w odcinkach Tajemnica żółtego pokoju (Le mystère de la chambre jaune), gdzie po raz pierwszy pojawił się sympatyczny reporter-detektyw Joseph Rouletabille. Jego postać z miejsca podbiła czytelników. Rok później Leroux przedstawił dalsze jego losy w powieści Le parfum de la dame en noir (Perfumy czarnej damy). W 1913 roku ukazała się kolejna powieść cyklu: Rouletabille chez le tzar (Rouletabille u cara), w 1914 – Rouletabille à la guerre (Rouletabille na wojnie), wydana później także w dwóch odcinkach: Le château noir (Czarny zamek) i Les étranges noce de Rouletabille (Dziwne miłosne przygody Rouletabille'a). Po zakończeniu wojny Leroux wydał Rouletabille chez Krupp (Rouletabille w zakładach Kruppa), w 1921 Le crime de Rouletabille (Zbrodnię Rouletabille'a) i w 1922 roku Rouletabille chez les Bohémiens (Rouletabille u Cyganów).

### Upiór opery
W 1910 roku ukazała się powieść w odcinkach Upiór opery (Le fantôme del’Opéra) najsłynniejszy utwór Leroux, rozgrywająca się w klimacie grozy, historia miłości mieszkającego w podziemiach Opery paryskiej Upiora do śpiewaczki Krystyny Daaé.
Upiór opery był wielokrotnie filmowany: w 1925 roku, w 1943, 1962, 1974, 1989, 1990, 1998 i 2004. Na podstawie powieści powstały musicale: Upiór w operze (1986) i Phantom (1991).

### Pozostałe utwory
Oprócz postaci reportera-detektywa Józefa Rouletabille'a Leroux powołał też do życia zbrodniarza o wielkim sercu Chéri-Bibi. Cykl poświęcony temu bohaterowi rozpoczęła wydana w 1913 roku powieść  Les cages flottantes (Pływające klatki). W następnych latach w odstępach dwu- trzyletnich wydał jeszcze: Chéri-Bibi et Cécily (Chéri-Bibi i Cecylia), Palas et Chéri-Bibi (Palas i Chéri-Bibi), Fatalitas! i wreszcie Le coup d'État de Chéri-Bibi (Zamach stanu Chéri-Bibi).
Leroux pisał dużo i w pośpiechu, potrzebował bowiem stale pieniędzy na gry hazardowe. Spora część jego twórczości nie wytrzymała próby czasu. Oprócz powieści wyżej wymienionych napisał jeszcze: La reine du Sabbat (Królową Sabatu, 1910). La pouppé sanglante (Krwawą lalkę, 1923) oraz jej kontynuację La machine à assassiner (Morderczą maszynę) oraz Le fauteil hanté (Przeklęty fotel, 1910).
Wszystkie jego utwory objęte były w 1951 roku zapisem cenzury w Polsce, podlegały natychmiastowemu wycofaniu z bibliotek.